# Sally Poncet
Pour les articles homonymes, voir Poncet.
Sally Poncet est une scientifique et aventurière australienne, née Brothers en 1954 à Hobart. Elle explore et étudie la région antarctique depuis 1977.
Sa spécialité est l'ornithologie et elle mène de nombreuses études sur l'albatros et ses habitats pour le British Antarctic Survey. Elle écrit des guides sur la préservation de la faune et de la flore de la Géorgie du Sud et reçoit de nombreux prix et distinctions, notamment la Blue Water Medal (en), la Fuchs Medal (en) et la médaille polaire pour sa contribution à la compréhension de la région polaire méridionale.
Elle est la femme de Jérôme Poncet.